# Tacciana Proćka
Tacciana Siarhiejeuna Proćka (biał. Таццяна Сяргееўна Процька, ros. Татьяна Сергеевна Протько, Tatjana Siergiejewna Prot′ko; ur. 8 lutego 1951 w Mińsku) – białoruska działaczka społeczna, obrończyni praw człowieka, w latach 1995–2008 przewodnicząca Białoruskiego Komitetu Helsińskiego; kandydatka nauk filozoficznych (odpowiednich polskiego stopnia doktora)

## Życiorys
Urodziła się 8 lutego 1951 roku w Mińsku w Białoruskiej SRR, ZSRR. W 1974 roku ukończyła Białoruski Uniwersytet Państwowy (BUP), w 1983 roku uzyskała stopień kandydatki nauk filozoficznych (odpowiednich polskiego stopnia doktora). Temat jej dysertacji kandydackiej brzmiał: Zmiana struktury wiedzy fizycznej w procesie jej rozwoju. W 1968 roku rozpoczęła pracę jako techniczka, a od 1972 inżynier w Katedrze Fizyki Półprzewodników. Od 1982 roku była wykładowczynią na Katedrze Fizyki Jądrowej BUP, od 1983 kolejno młodszą pracowniczką naukową, pracowniczką naukową i starszą pracowniczką naukową Instytutu Historii Akademii Nauk Białoruskiej SRR. W latach 1992–1994 pracowała jako starsza redaktorka Kompanii Radiowo-Telewizyjnej Białorusi, redaktorka programu radiowego „Nasza Minuuszczyna” (pol. Nasza Przeszłość), komentatorka polityczna. Od 1996 roku była starszą pracowniczką naukową Instytutu Historii.
Tacciana Proćka od 1995 roku była przewodniczącą Białoruskiego Komitetu Helsińskiego (BKH). W 2000 roku przez Komitet i białoruskie media przetoczyła się dyskusja na temat kontrowersji wokół metod pracy przewodniczącej, w tym kwestii źródeł finansowania organizacji. W związku z tym część działaczy będąca w opozycji do Proćki opuściła BKH i założyła nowe stowarzyszenie „Helsinki XXI”. Od 2004 roku Komitet był wielokrotnie obiektem spraw sądowych w związku z zarzutami ze strony władz o niepłacenie podatków od pomocy finansowej otrzymywanej z Europy Zachodniej. Wiosną 2008 roku Tacciana Proćka złożyła wniosek w prośbą o zwolnienie jej ze stanowiska przewodniczącej BKH. Rada wniosku nie przyjęła, jednak zgodnie ze statutem organizacji, wystarczy sam wniosek. Pełniącym obowiązki przewodniczącego został Aleh Hułak. W późniejszym okresie została zastępczynią przewodniczącego BKH i jedną z przywódców Ruchu Społecznego „Mów Prawdę!”.

## Prace
Tacciana Proćka jest autorką i współautorką prac o tematyce historycznej w języku białoruskim i rosyjskim:
- W bor′bie za triezwost′: Stranicy istorii. Mińsk: 1988. (ros.). Brak numerów stron w książce;
- Ekpierymientatar z Biełastockaj himnazii: Karal Czachowicz. Mińsk: 1990. (biał.). Brak numerów stron w książce;
- (we współautorstwie z A. Wróblewskim): Iz istorii riepriessij protiw biełorusskogo kriestjanstwa: 1929–1934. Mińsk: 1992. (ros.). Brak numerów stron w książce;
- Dasledczyk tajamnic swiatła: Alaksandr Sadouski. Mińsk: 1994. (biał.). Brak numerów stron w książce;
- Pakutnik za Wieru i Baćkauszczynu: Mitrapalit Mielchisedek. Mińsk: 1996. (biał.). Brak numerów stron w książce;
- Wyniszczennie sialanstwa. Wioska Uschodniaj Biełarusi pad ciażaram balszawickich represijau 30-ch hadou. Mińsk: 1998. (biał.). Brak numerów stron w książce.

## Odznaczenia
- Medal Franciszka Bahuszewicza Białoruskiego PEN-Centrum[1].

## Życie prywatne
Tacciana Proćka jest zamężna, ma dwie córki. Prywatnie zajmuje się kolekcjonowaniem banknotów, posiada ich ok. 700–750.